# Sender Landshut
Auf der Weickmannshöhe betreibt die Deutsche Telekom einen Sendeturm zur Abstrahlung von Hörfunk, DVB-T, Mobilfunk und Richtfunk. Die Hörfunkprogramme des BR werden auf der Gemarkung Altdorf an der A92 mit den Koordinaten 48° 34′ 9″ N, 12° 6′ 46″ O. ausgestrahlt.

## Frequenzen und Programme
Digitaler Hörfunk (DAB+): DAB wird in vertikaler Polarisation derzeit vom BR-Sender Altdorf mit 10 kW ausgestrahlt.

### Analoges Radio (UKW)
Beim Antennendiagramm sind im Falle gerichteter Strahlung die Hauptstrahlrichtungen in Grad angegeben. In UKW werden folgende Programme ausgestrahlt:
| Frequenz (in MHz) | Programm        | RDS PS   | RDS PI | Regionalisierung | ERP (in kW) | Antennendiagramm rund (ND)/gerichtet (D) | Polarisation horizontal (H)/vertikal (V) |
| ----------------- | --------------- | -------- | ------ | ---------------- | ----------- | ---------------------------------------- | ---------------------------------------- |
| 99,8              | Radio Galaxy    | GALAXY__ | 1A12   | Landshut         | 0,2         | D (190°-110°, 160°)                      | H                                        |
| 104,1             | Radio Trausnitz | TRAUSNTZ | DD1B   | -                | 1           | D (150°-80°)                             | H                                        |

### Digitales Fernsehen (DVB-T2)
Bis zur Umstellung auf DVB-T am 27. November 2007 wurde das analoge Fernsehen auf den Kanälen 39 (ZDF, 55 kW) und 58 (BR, 39 kW) ausgestrahlt. In DVB-T2 werden folgende Programme ausgestrahlt:
| Kanal | Frequenz (in MHz) | Multiplex                   | Programme im Multiplex                                                                                    | ERP (in kW) | Antennen- diagramm rund (ND) / gerichtet (D) | Polarisation horizontal (H) / vertikal (V) | Modulations- verfahren | FEC | Guard- intervall | Bitrate (in MBit/s) | Gleichwellennetz (SFN)                                       |
| ----- | ----------------- | --------------------------- | --- | ----------- | -------------------------------------------- | ------------------------------------------ | ---------------------- | --- | ---------------- | ------------------- | ------------------------------------------------------------ |
| 40    | 626               | ARD Digital (BR)            | - Das Erste (BR) - ARTE - Phoenix - One                                                                   | 20          | ND                                           | H                                          | 16-QAM                 | 2/3 | 1/4              | 13,27               | Landshut, Passau, Pfarrkirchen                               |
| 27    | 522               | ARD regional (BR) Südbayern | - Bayerisches Fernsehen (Schwaben/Altbayern) - ARD-alpha - SWR Fernsehen Baden-Württemberg - tagesschau24 | 20          | ND                                           | H                                          | 16-QAM                 | 2/3 | 1/4              | 13,27               | Landshut, Brotjacklriegel, Passau, Pfarrkirchen              |
| 33    | 570               | ZDFmobil                    | - ZDF - 3sat - KiKA (6–21 Uhr) / ZDFneo (21–6 Uhr) - ZDFinfo                                              | 20          | ND                                           | H                                          | 16-QAM                 | 2/3 | 1/4              | 13,27               | Landshut, Brotjacklriegel, Hoher Bogen, Passau, Pfarrkirchen |